# Abierto de Brasil 2011
El Abierto de Brasil 2011 fue un torneo de tenis masculino del ATP World Tour de la serie 250 que se disputó en Costa do Sauípe (Brasil) entre el 7 y el 13 de febrero.

## Campeones
- Individuales masculinos:  Nicolás Almagro derrota a  Alexandr Dolgopolov por 6–3, 7–6(3).

- Dobles masculinos:  Bruno Soares/Marcelo Melo  derrotan a  Pablo Andújar/Daniel Gimeno Traver  por 7–6(4), 6–3.